# Tour der australischen Rugby-Union-Nationalmannschaft nach Neuseeland 1958
| Tour der Wallabies nach Neuseeland 1958 | Tour der Wallabies nach Neuseeland 1958 | Tour der Wallabies nach Neuseeland 1958 | Tour der Wallabies nach Neuseeland 1958 | Tour der Wallabies nach Neuseeland 1958 |
| Übersicht                               | S                                       | G                                       | U                                       | N                                       |
| --------------------------------------- | --------------------------------------- | --------------------------------------- | --------------------------------------- | --------------------------------------- |
| Test Matches                            | 03                                      | 1                                       | 0                                       | 2                                       |
| Sonstige Spiele                         | 10                                      | 5                                       | 1                                       | 4                                       |
| Gesamt                                  | 13                                      | 6                                       | 1                                       | 6                                       |
|                                         |                                         |                                         |                                         |                                         |
| Neuseeland                              | 03                                      | 1                                       | 0                                       | 2                                       |

Die Tour der australischen Rugby-Union-Nationalmannschaft nach Neuseeland 1958 umfasste eine Reihe von Freundschaftsspielen der Wallabies, der Nationalmannschaft Australiens in der Sportart Rugby Union. Das Team reiste im August und September 1958 durch Neuseeland. Es bestritt 13 Spiele, darunter drei Test Matches gegen die All Blacks. In den Test Matches resultierten ein Sieg und zwei Niederlagen, wodurch Neuseeland den Bledisloe Cup verteidigen konnte. In den übrigen Spielen mussten die Australier vier weitere Niederlagen hinnehmen.

## Spielplan
- Hintergrundfarbe grün = Sieg
- Hintergrundfarbe gelb = Unentschieden
- Hintergrundfarbe rot = Niederlage

(Test Matches sind grau unterlegt; Ergebnisse aus der Sicht Australiens)
| #  | Datum              | Gegner                                | Ort              | Stadion            | Ergebnis |
| -- | ------------------ | ------------------------------------- | ---------------- | ------------------ | -------- |
| 01 | 09. August 1958    | Hawke’s Bay Rugby Union               | Napier           | McLean Park        | 6:8      |
| 02 | 13. August 1958    | Wanganui Rugby Football Union         | Wanganui         | Spriggens Park     | 11:9     |
| 03 | 16. August 1958    | Taranaki Rugby Football Union         | New Plymouth     | Rugby Park         | 12:0     |
| 04 | 20. August 1958    | Nelson Rugby Union                    | Nelson           | Trafalgar Park     | 20:11    |
| 05 | 23. August 1958    | Neuseeland                            | Wellington       | Athletic Park      | 3:25     |
| 06 | 27. August 1958    | Southland Rugby Football Union        | Invercargill     | Rugby Park Stadium | 8:26     |
| 07 | 30. August 1958    | Otago Rugby Football Union            | Dunedin          | Carisbrook         | 11:3     |
| 08 | 02. September 1958 | South Canterbury Rugby Football Union | Timaru           | Fraser Park        | 26:17    |
| 09 | 06. September 1958 | Neuseeland                            | Christchurch     | Lancaster Park     | 6:3      |
| 10 | 10. September 1958 | Manawatu Rugby Union                  | Palmerston North | Showgrounds Oval   | 6:12     |
| 11 | 13. September 1958 | Waikato Rugby Union                   | Hamilton         | Rugby Park         | 14:14    |
| 12 | 16. September 1958 | North Auckland Rugby Football Union   | Whangārei        | Okara Park         | 8:9      |
| 13 | 20. September 1958 | Neuseeland                            | Auckland         | Epsom Showgrounds  | 8:17     |

## Test Matches
| 23. August 1958 | Neuseeland                                                                              | 25 : 3        | Australien        | Athletic Park, Wellington Zuschauer: 32.000 Schiedsrichter: Roy Gillies (Neuseeland) |
| 23. August 1958 | Versuche: Graham Hilton-Jones McMullen Walsh (2) Whineray (2) Erhöhungen: D. Clarke (2) | (9:0) Bericht | Versuche: Ellwood | Athletic Park, Wellington Zuschauer: 32.000 Schiedsrichter: Roy Gillies (Neuseeland) |

Aufstellungen:
- Neuseeland: Ross Brown, Don Clarke, Ian Clarke, Mick Cossey, Thomas Coughlan, Keith Davis, David Graham, Peter Hilton-Jones, Terry Lineen, Neven MacEwan, Frank McMullen, Colin Meads, Pat Walsh, Wilson Whineray , Dennis Young
- Australien: John Carroll, Desmond Connor, Terry Curley, Peter Dunn, Keith Ellis, Beres Ellwood, Donald Lowth, Ronald Meadows, Alan Morton, Roderick Phelps, Kevin Ryan, Edgar Stapleton, Arthur Summons, Charles „Chilla“ Wilson , Jonathan White

| 6. September 1958 | Neuseeland      | 3 : 6         | Australien                           | Lancaster Park, Christchurch Zuschauer: 35.500 Schiedsrichter: Roy Gillies (Neuseeland) |
| 6. September 1958 | Versuche: Brown | (0:3) Bericht | Versuche: Morton Straftritte: Curley | Lancaster Park, Christchurch Zuschauer: 35.500 Schiedsrichter: Roy Gillies (Neuseeland) |

Aufstellungen:
- Neuseeland: Lloyd Ashby, Ross Brown, Keith Davis, David Graham, Peter Hilton-Jones, Mark Irwin, Terry Lineen, Neven MacEwan, Frank McMullen, Colin Meads, Rex Pickering, Pat Walsh, Russell Watt, Wilson Whineray , Dennis Young
- Australien: John Carroll, Desmond Connor, Terry Curley, Peter Dunn, Keith Ellis, Beres Ellwood, Robert Kay, Ronald Meadows, Alan Morton, Roderick Phelps, Kevin Ryan, Arthur Summons, John Thornett, Charles „Chilla“ Wilson , Jonathan White

| 20. September 1958 | Neuseeland                                                       | 17 : 8        | Australien                                               | Epsom Showgrounds, Auckland Zuschauer: 25.000 Schiedsrichter: Robert Forsyth (Neuseeland) |
| 20. September 1958 | Versuche: Meads Erhöhungen: D. Clarke Straftritte: D. Clarke (4) | (6:0) Bericht | Versuche: Carroll Erhöhungen: Curley Straftritte: Curley | Epsom Showgrounds, Auckland Zuschauer: 25.000 Schiedsrichter: Robert Forsyth (Neuseeland) |

Aufstellungen:
- Neuseeland: Ross Brown, Adrian Clarke, Don Clarke, Ian Clarke, Keith Davis, David Gillespie, Stan Hill, Peter Hilton-Jones, Terry Lineen, Neven MacEwan, Frank McMullen, Colin Meads, Pat Walsh, Wilson Whineray , Dennis Young
- Australien: Thomas Baxter, John Carroll, Desmond Connor, Terry Curley, Peter Dunn, Keith Ellis, Beres Ellwood, Ronald Meadows, Alan Morton, Roderick Phelps, Kevin Ryan, Arthur Summons, John Thornett, Charles „Chilla“ Wilson , Jonathan White